# Фаунтен-Інн (Південна Кароліна)
Фаунтен-Інн (англ. Fountain Inn) — місто (англ. city) в США, в округах Грінвілл і Лоренс штату Південна Кароліна. Населення — 10 416 осіб (2020).

## Географія
Фаунтен-Інн розташований за координатами 34°42′14″ пн. ш. 82°11′51″ зх. д. / 34.70389° пн. ш. 82.19750° зх. д. (34.704015, -82.197406).  За даними Бюро перепису населення США в 2010 році місто мало площу 20,51 км², з яких 20,43 км² — суходіл та 0,09 км² — водойми. В 2017 році площа становила 18,45 км², з яких 18,36 км² — суходіл та 0,09 км² — водойми.

## Демографія
Згідно з переписом 2010 року, у місті мешкало 7799 осіб у 2889 домогосподарствах у складі 2094 родин. Густота населення становила 380 осіб/км².  Було 3158 помешкань (154/км²).
Расовий склад населення:
| - 63,7 % — білих - 31,2 % — чорних або афроамериканців - 0,3 % — корінних американців - 0,3 % — азіатів - 0,2 % — вихідців з тихоокеанських островів - 2,4 % — осіб інших рас |

До двох чи більше рас належало 2,0 %. Частка іспаномовних становила 6,0 % від усіх жителів.
За віковим діапазоном населення розподілялося таким чином: 27,2 % — особи молодші 18 років, 61,4 % — особи у віці 18—64 років, 11,4 % — особи у віці 65 років та старші. Медіана віку мешканця становила 35,0 року. На 100 осіб жіночої статі у місті припадало 88,4 чоловіків;  на 100 жінок у віці від 18 років та старших — 84,3 чоловіків також старших 18 років.
Середній дохід на одне домашнє господарство  становив 61 341 долар США (медіана — 47 816), а середній дохід на одну сім'ю — 66 474 долари (медіана — 52 912). Медіана доходів становила 40 664 долари для чоловіків та 38 132 долари для жінок. За межею бідності перебувало 13,0 % осіб, у тому числі 20,8 % дітей у віці до 18 років та 7,7 % осіб у віці 65 років та старших.
Цивільне працевлаштоване населення становило 3640 осіб. Основні галузі зайнятості: виробництво — 22,4 %, освіта, охорона здоров'я та соціальна допомога — 22,3 %, роздрібна торгівля — 15,5 %.